# Ackley Point
Ackley Point är en udde i Antarktis. Den ligger i Östantarktis. Nya Zeeland gör anspråk på området.
Terrängen inåt land är kuperad åt nordväst, men åt sydost är den platt. Havet är nära Ackley Point åt nordväst. Trakten är glest befolkad. Närmaste befolkade plats är McMurdo Station, 9,0 kilometer sydväst om Ackley Point. 